# 笹目二朗
笹目 二朗（ささめ じろう、1945年 - ）は、日本の自動車評論家。
東京都出身。日産自動車にて自動車のサスペンション・チューニングに携わった後、1982年から自動車雑誌「CAR GRAPHIC」（二玄社）編集部に勤務。1992年に退職、チューニングメーカー・アイディングでのテストドライバーを経てフリーランスの自動車評論家となり現在に至る。

## CG時代
当時CGの編集長を務めていた小林彰太郎が誌上で日産・レパード（初代）のシャシー性能を高く評価し、それを喜んだ笹目は小林に「もう少し若かったらあなたの下で仕事がしたかった」という内容の手紙を送った。レパードのチューニングは他ならぬ笹目が仕上げたのだった。
それをきっかけにCG編集部員となり、チーフテスターとして数々のクルマのテストをこなした。
谷田部JARI高速周回路での性能計測の合間には、高度なテクニックを駆使した高速レーンチェンジ（通称「笹目飛び）や、バンクの最上段止めなどを披露し、横に同乗させた若手スタッフをビビらせていたらしい。

## 著作
- 海を見ながらヨーロッパを走る　(草思社　1996年8月)
- よいクルマにはワケがある - ミスターテスターが選んだ29台　（双葉社、1998年）
- 1000キロ乗らなきゃわからない! -気になるクルマ長距離テスト （双葉社、2002年）
- 北極圏の夏を走る -スカンジナビアのクルマ旅 （エイ文庫、2004年）
- 北米1万マイルのクルマ旅　赤毛のアンとルート66 　（エイ文庫、2006年9月）
- 緑の英国・アイルランドのクルマ旅　フランスからドーバー海峡を渡って再びフランスへ、小さなプジョーで10000km 　（エイ文庫、2008年10月）
- バルト三国をボルボで走る -バルト海沿岸の国々をめぐるクルマ旅 (エイ文庫 2008年)
- チンクエチェントで駈け巡るイタリア5000km -南イタリアの年末年始風景 (エイ文庫、2008年)